# Eishockey-Asienmeisterschaft der Herren 2024
Die Eishockey-Asienmeisterschaft der Herren 2024 war die erste Austragung des gleichnamigen Wettbewerbs. Sie wurde vom 6. bis 9. November 2024 in der kasachischen Millionenstadt Almaty ausgetragen. Am Wettbewerb nahmen vier Nationalmannschaften teil, den Titel sicherte sich Gastgeber Kasachstan.

## Austragungsort
| \| Almaty \|                           |
| Austragungsorte der Asienmeisterschaft |
| Almaty                                 |

| Almaty |

## Verlauf
| 6. November 2024 16:00 Uhr (Ortszeit) | Japan T. Ushio (14:22) M. Tokoro (14:57) C. Hanzawa (29:40) S. Isogai (57:28) | 4:1 (2:1, 1:0, 1:0) Spielbericht | Volksrepublik China Han Y. (7:19) | Chalyk Arena, Almaty Zuschauer: 293 |

| 6. November 2024 19:30 Uhr | Südkorea Oh I.-y. (20:56) Jeong H.-h. (34:46) Kim G.-w. (58:03) Kim S.-w. (59:18) | 4:1 (0:0, 2:1, 2:0) Spielbericht | Kasachstan A. Borissewitsch (23:51) | Chalyk Arena, Almaty Zuschauer: 2.921 |

| 8. November 2024 16:00 Uhr | Japan T. Takebe (12:45) T. Irikura (15:33) T. Irikura (23:11) T. Irikura (29:48) S. Isogai (43:42) | 5:2 (2:0, 2:2, 1:0) Spielbericht | Südkorea Lee S.-j. (23:46) Kang M.-w. (27:35) | Chalyk Arena, Almaty Zuschauer: 715 |

| 8. November 2024 19:30 Uhr | Kasachstan D. Breus (16:34) A. Bujalski (30:32) D. Grenz (44:13) J. Korolinski (44:53) D. Breus (50:26) D. Breus (56:52) | 6:1 (1:0, 1:1, 4:0) Spielbericht | Volksrepublik China Zheng M. (26:52) | Chalyk Arena, Almaty Zuschauer: 2.283 |

| 9. November 2024 16:00 Uhr | Volksrepublik China Hou Y. (2:43) Zhang Z. (61:45) | 2:1 n. V. (1:1, 0:0, 0:0, 1:0) Spielbericht | Südkorea Kim S.-w. (7:40) | Chalyk Arena, Almaty Zuschauer: 1.408 |

| 9. November 2024 19:30 Uhr | Kasachstan J. Rymarew (7:16) J. Rymarew (27:47) J. Namestnikow (29:11) W. Grebenschtschikow (44:58) J. Korolinski (58:26) | 5:1 (1:0, 2:0, 2:1) Spielbericht | Japan T. Irikura (42:51) | Chalyk Arena, Almaty Zuschauer: 3.095 |

| Pl. |                     | Sp | S | OTS | OTN | N | Tore  | Punkte |
| --- | ------------------- | -- | - | --- | --- | - | ----- | ------ |
| 1.  | Kasachstan          | 3  | 2 | 0   | 0   | 1 | 12:06 | 6      |
| 2.  | Japan               | 3  | 2 | 0   | 0   | 1 | 10:08 | 6      |
| 3.  | Südkorea            | 3  | 1 | 0   | 1   | 2 | 07:08 | 4      |
| 4.  | Volksrepublik China | 3  | 0 | 1   | 0   | 2 | 04:11 | 2      |